# Eutrichocheles bisquamosa
Eutrichocheles bisquamosa is een tienpotigensoort uit de familie van de Axiidae. De wetenschappelijke naam van de soort is voor het eerst geldig gepubliceerd in 1905 door De Man.